# 841

## Събития
- Дъблин е основан от викингите